# Marika Markovits
Eva Marika Therése Markovits, född 16 september 1964 i Hägerstens västra kyrkobokföringsdistrikt i Stockholms kommun, är sedan den 15 januari 2023 biskop i Linköpings stift i Svenska kyrkan.

## Biografi
Markovits prästvigdes 9 januari 1994 för Stockholms stift av biskop Henrik Svenungsson i Storkyrkan. Hon var 1994–1995 pastorsadjunkt i Tumba församling, 1995–2001 komminister i Farsta församling och 2001–2003 handläggare hos Svenska kyrkan. Markovits blev biträdande direktor vid Stockholms Stadsmission 2003, ordinarie 2005 och 1 november 2019 senior rådgivare. I december 2020 tillträdde Markovits som domprost i Stockholms domkyrkoförsamling.
Efter att ha blivit nominerad och kandiderat i två valomgångar valdes Markovits den 7 november 2022 till ny biskop i Linköpings stift. Hon efterträdde Martin Modéus, som valts till ny ärkebiskop. Markovits är den första kvinnan som blivit biskop i Linköpings stift.

## Biskop i Linköpings stift (2023-)
Markovits biskopvigdes den 15 januari 2023 av ärkebiskop Martin Modéus i Uppsala domkyrka. Hon vigdes samtidigt som Erik Eckerdal (Visby stift). Markovits efterträdde Martin Modéus som stiftets biskop. Hennes valspråk lyder "Fatta mod, ge världen liv" och kommer från två bibelställen (Psaltaren och Johannesevangeliet).
Den 21 januari 2023 installerades Markovits som Linköpings stifts biskop under en gudstjänst i Linköpings domkyrka.

## Utmärkelser
- 2012 – Arbetsgivaralliansens ledarstipendiat[8]
- 2013 – Q80-priset[9]
- 2013 – Årets europé i Sverige[10]
- 2020 – Hans Majestät Konungens medalj i guld av 8:e storleken i högblått band – För förtjänstfulla sociala samhällsinsatser.[11]